# KGDP-FM
Koordinaten: 34° 44′ 30″ N, 120° 26′ 45″ W
KGDP oder KGDP-FM (Branding: „Family Life Radio“) ist ein US-amerikanischer nichtkommerzieller religiöser Hörfunksender aus Santa Maria im US-Bundesstaat Kalifornien. KGDP sendet auf der UKW-Frequenz 90,5 MHz. Eigentümer und Betreiber ist die Family Life Broadcasting, Inc.